# Édouard Collignon
Édouard Charles Romain Collignon (1831–1913) fue un científico e ingeniero francés, conocido entre otros por la proyección de Collignon, la fórmula de Collignon-Zhuravsi y la construcción de la red ferrocarriles de Rusia.